# Tenzing Norgay Trainor
Pour les articles homonymes, voir Trainor.
Tenzing Norgay Trainor, né le 4 septembre 2001 à Plantation (Floride), est un acteur américain.
Il se fait connaître du jeune public grâce à son rôle du benjamin, Parker Rooney, dans la sitcom Liv et Maddie, de Disney Channel.

## Biographie

### Enfance et formation
Tenzing Trainor Norgay naît à Plantation en Floride. Fils aîné de Clark Tulley Trainor et de Deki Tenzing Norgay, il a deux jeunes frères Kalden (né en 2004 en Floride) et Yonden Trainor (né en 2007 en Californie). Son grand-père maternel est le sherpa népalais Tenzing Norgay, le premier homme avec Edmund Hillary à atteindre le sommet de l'Everest (qui fait coincidemment référence à son film Abominable).
À l'âge de huit ans, il a fait du théâtre à Paladin Playhouse Theater de Floride et après le déménagement familial en Californie il commence sa carrière d'acteur. Il était encore au collège lorsqu'il décrochait un rôle dans sa série Liv et Maddie, ce qui l'obligera à prendre des cours partielle mais reprendra régulièrement ses études à partir du lycée.
Également très sportif, le jeune Tenzing Trainor Norgay est en apprentissage de plusieurs art martiaux en tant que petit garçon. Il a ainsi pratiqué le kung-fu, ju-jitsu, XMA et devient un "ceinture noire" en taekwondo ainsi qu'en Tang So Do.

### Carrière
Tenzing Trainor Norgay commence sa carrière sur l'écran en 2012, à l'âge de onze ans, alors qu'il étudiait encore au collège. Il rejoint le casting du pilote de Bits and Pieces, une nouvelle série développée pour Disney Channel. Peu après, la chaîne annonce que la série est changé en Liv et Maddie et confirme également la participation du jeune acteur au casting. Il interprète Parker Rooney, le frère benjamin intelligent des sœurs jumelles au centre de l'histoire, qui seront interprétées par Dove Cameron,. Lors de son lancement en septembre 2013, la série réalise une très bonne performance pour la chaîne. Elle devient rapidement une série populaires et Tenzing Trainor Norgay est révélé auprès du jeune public .
Parallèlement à ce succès, il joue dans deux longs métrages dans lesquels il est crédité simplement Tenzing Norgay : il figure pour un rôle mineur dans le film d'aventure Les aventures de Billy Stone : le médaillon sacré, porté par Wiliam Unger, puis il double l'un des rôles vocales du film Les Copains super-héros, sorti directement en vidéo.
Devenu une image de Disney Channel, il fait partie du groupe Disney Channel Circle of Stars pour sa quatrième génération et chante avec le reste du groupe Je voudrais un bonhomme de neige, de la Reine des neiges . Il reprend son rôle de Parker Rooney pour être invité avec son collègue Joey Bragg dans la série Jessie pour un épisode spécial de une heure.
Depuis le lancement de Liv et Maddie, il se consacre pour le tournage des épisodes jusqu'à sa quatrième et dernière saison en 2017. Il se contente alors des rôles de guest-stars dans les séries Very Bad Nanny et L'École des chevaliers.
En 2019, il porte le court métrage de quatre minutes, Clueless, qui lui permet de décrocher sa première récompense lors du Independant Short Award dans la catégorie meilleur jeune acteur. Cette même année, il est à l'affiche du film d'animation américano-chinois Abominable, co-produit par la société DreamWorks Animation. Cette production, pour lequel il double le personnage de Jin aux côtés de Chloe Bennett, parvient à convaincre l'accueil critique et finit en seconde place au box office lors de sa première semaine,. Remarqué par ce rôle, Tenzing Trainor Norgay reçoit une nomination pour le Annie Award de la meilleure performance vocale pour le cinéma.
Dans le même temps, il poursuit sur le petit écran en faisant partie de la distribution de la série thaïlandaise, The Stranded. Sortie internationalement en septembre 2019 sur Netflix, la série n'est disponible qu'en version sous-titrée française pour les pays francophones et devient également la première série thaïlandaise diffusée sur le service.

## Filmographie

### Cinéma

#### Longs métrages
- 2013 : Les Aventures de Billy Stone : le médaillon sacré de Bill Muir : enfant #2
- 2013 : Les Copains super-héros de Robert Vince : Buddha (voix originale)
- 2013 : Abominable de Jill Culton et Todd Wilderman : Jin (voix originale)

#### Courts métrages
- 2012 : Almost Paradox de Paul A. Hicks : le fils
- 2019 : Clueless de Nathan Moore : Liam

### Télévision

#### Séries télévisées
- 2012 : The Jadagrace Show : Jackie Swartz (saison 1, épisode 12)
- 2012 : Steevie TV : Gosselin Boy
- 2013-2017 : Liv et Maddie : Parker Rooney (rôle principal, 80 épisodes)
- 2014 : Jessie : Parker Rooney (saison 3, épisode 26)
- 2017 : Very Bad Nanny : Jaxon (saison 2, épisode 8)
- 2018 : L'École des chevaliers : Jimbo (2 épisodes)
- 2019 : Modern Family : David Tashi (saison 11, épisode 6)
- 2019 : The Stranded : Gun (rôle principal, 7 épisodes)
- 2020-2021 : American Housewife : Trevor (récurrent, saison 5, 5 épisodes)
- 2022 : Boo, Bitch : Gavin (récurrent, 8 épisodes)
- 2023 :

Freeridge  : Cameron  
(rôle principal, 8 épisode)

#### Téléfilms
- 2012 : Bits and Pieces : Brody

## Voix française
En France et en Belgique
- Émilie Guillaume dans :
  - Liv et Maddie
  - Jessie

- et aussi :
  - Jonathan Benhamou dans Very Bad Nanny
  - Tom Trouffier dans Abominable
  - Alessandro Bevilacqua dans L'École des chevaliers

Au Quebec :
Note : La liste indique les titres québécois
- Xavier Laplante dans Les Super Tobby
- Xavier Dolan dans Abominable

## Distinction

### Récompense
- 2019 : Independant Shorts Awards du meilleur jeune acteur pour Clueless

### Nomination
- 2020 : Annie Award de la meilleure performance vocale pour le cinéma pour Abominable